# Donald Driver
Pour les articles homonymes, voir Driver.
(en) Statistiques sur pro-football-reference
 Donald Driver est un joueur américain de football américain né le 2 février 1975 à Houston (Texas).

## Carrière
Il est recruté par les Packers de Green Bay en 1999 au 7e tour de draft et est le 213e joueur drafté.
Il remporte le Super Bowl XLV avec les Packers de Green Bay face au Steelers de Pittsburgh 31-25.
En mai 2012 il remporte Dancing with the Stars 14, célèbre émission de télé réalité centrée sur la danse de salon. Avant lui de nombreux autres sportifs ont remporté le trophée comme Emmitt Smith (saison 3), Apolo Anton Ohno (saison 4), Hélio Castroneves (saison 5), Kristi Yamaguchi (saison 6), Shawn Johnson (saison 8) et Hines Ward (saison 12).

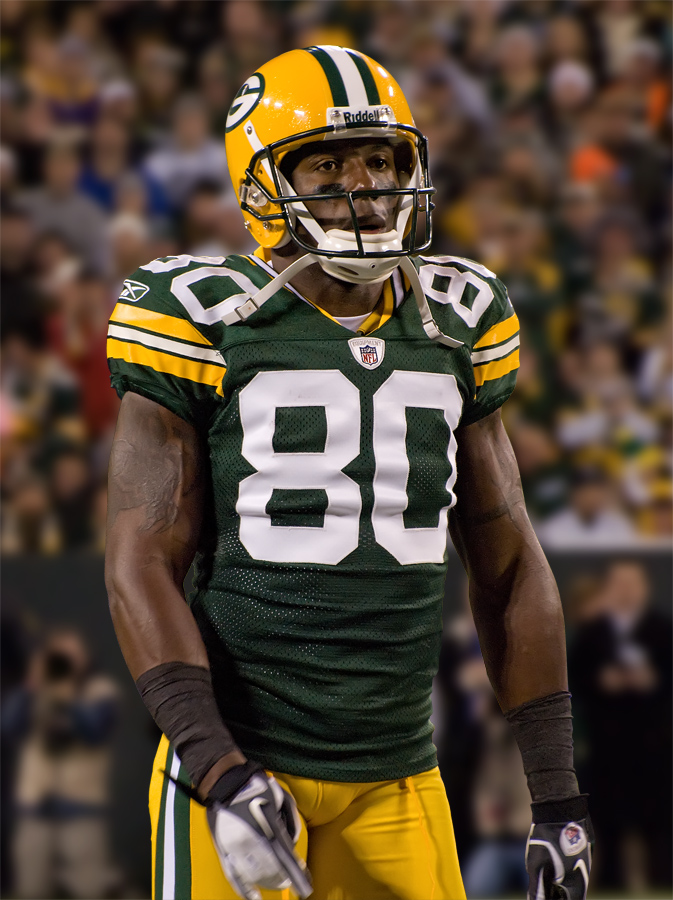
Donald Driver, 2011.

## Palmarès
- Pro Bowl : 2002, 2006, 2007